# 무적 파워 레인저 (영화)
《무적 파워 레인저》(Turbo: A Power Rangers Movie)는 미국에서 제작된 데이비드 위닝 감독의 1997년 액션, 모험, 가족 영화이다. 제이슨 데이비드 프랭크 등이 주연으로 출연하였고 조나단 차초어 등이 제작에 참여하였다.

## 출연

### 주연
- 제이슨 데이비드 프랭크 - 토미 / 레드 터보 레인저
- 에이미 조 존슨 - 킴벌리
- 오스틴 세인트 존 - 제이슨
- 자니 용 보쉬 - 아담 / 그린 터보 레인저

### 조연
- 나키아 버리즈 - 타냐 / 옐로우 터보 레인저
- 캐서린 서덜랜드 - 캐더린 / 핑크 터보 레인저
- 블레이크 포스터 - 저스틴 / 블루 터보 레인저
- 스티브 카데나스 - 록키
- 힐러리 쉐퍼드 - 디바톡스
- 제이슨 나비 - 스컬
- 폴 쉬리어 - 벌크
- 존 시맨턴 - 라리갓

## 기타
- 미술: 유다 아코